# C-4 (eksploziv)
Eksploziv C-4 (kompozicija C-4) je plastični eksploziv žute boje.
C-4 ili Kompozicija C-4 je uobičajena vrsta plastičnih eksploziva, plastičnog vezivnog materijala, plastifikatora, a obično i markera za obeležavanje, npr. 2,3-dimetil-2,3-dinitrobutana (DMDNB) da bi se olakšala detekcija eksploziva i identifikacija njegovog izvora.
Eksploziv u C-4 je RDX (ciklonit ili ciklotrimetilen trinitramin). On sačinjava oko 91% mase C4-a. Plastifikator je dietilheksil (5.3%) ili dioktil sebakat, a vezivni materijal je obično poliizobutilen (2.1%).
C-4 je jedan od najjačih eksploziva 21. veka, koji nalazi voljnu primenu. On služi za uništavanje većih objekata i ljudi u njima. U tom kontekstu se na eksploziv stavljaju komadići metala da bi povećala ubojitost. C-4 se obično aktivira sa elektronskim detonatorima kao što su: sat sa alarmom, akumulator sa žicama i dr.
C-4 ima teksturu sličnu glini za modeliranje i može se oblikovati u bilo koji željeni oblik. C-4 je relativno neosetljiv i može se detonirati samo udarnim talasom iz detonatora ili kapice za miniranje.
Sličan britanski plastični eksploziv, takođe zasnovan na RDX-u, ali sa plastifikatorom drugačijim od onog koji se koristi u Kompoziciji C-4, poznat je kao PE-4 (Plastični eksploziv br. 4).

## Istorija
Ovaj hemijski sastav je razvijen 1960-ih kao poboljšanje eksploziva korišćenih u Drugom svetskom ratu i sastojao se od heksogena, mineralnog ulja, lecitina i sličnih plastičnih eksploziva. C-4 je deo C grupe, koja takođe uključuje plastične eksplozive C-2 i C-3, koji sadrže različite količine heksogena.
Ponekad se tvrdi da oznaka "C" označava sastav (kompoziciju), a naziv kompozicije je skraćenica od Kompozicije 4. Međutim, ovo je netačno, pošto se termin "kompozicija" koristio za bilo koju stabilnu eksplozivnu kompoziciju i bili su eksplozivi pod nazivom "Kompozicija A" i "Kompozicija B". Prema tome, ispravno ime C4 je Kompozicija C4.
Smešu je oko 1950. godine u Picatinni Arsenalu razvio Karl G. Ottoson da zameni smešu C-3 . Tehnologija industrijske proizvodnje C4 razvijena je 1956. godine.
Od 1990-ih često se naziva Kompozicija C-4 (i drugi plastični eksplozivi) na ruskom plastidi ili Plastid C-4. Ovaj naziv se posebno često koristi za prikrivanje tačnih informacija o sastavu i karakteristikama eksplozivnih naprava koje se koriste za nezakonite radnje (u terorističkim napadima).

## Razvoj
C-4 je član porodice hemijskih eksploziva Kompozicije C. Varijante imaju različite proporcije i plastifikatore i uključuju kompozicije C-2, kompozicije C-3 i C-4. Originalni materijal zasnovan na RDX-u razvili su Britanci tokom Drugog svetskog rata i ponovo je razvijen kao Kompozicija C kada je predstavljen američkoj vojsci. Zamenjena je kompozicijom C-2 oko 1943. godine, a kasnije je ponovo razvijena oko 1944. kao Kompozicija C-3. Smanjena je toksičnost na C-3, povećana koncentracija RDX-a, što mu daje poboljšanu sigurnost tokom upotrebe i skladištenja. Istraživanja o zameni za C-3 su započeta pre 1950. godine, ali novi materijal, C-4, nije počeo pilotsku proizvodnju sve do 1956. ‍:125 C-4 je podnet za patent kao "Čvrsto gorivo i proces za njegovu pripremu" 31. marta 1958. od strane kompanije Phillips Petroleum.

## Karakteristike i upotreba

### Sastav
Kompozicija C-4 koju koriste Oružane snage Sjedinjenih Država sadrži 91% RDX („eksploziv odeljenja za istraživanje“, eksploziv nitroamin), vezan mešavinom 5,3% dioktil sebakata (DOS) ili dioktil adipata (DOA) kao plastifikatora (za povećanje plastičnosti eksploziva), zgusnutog sa 2,1% poliizobutilena (PIB, sintetička guma) kao vezivom i 1,6% mineralnog ulja koji se često naziva „procesno ulje“. Umesto „procesnog ulja“, u proizvodnji C-4 za civilnu upotrebu koristi se motorno ulje niske viskoznosti.
Britanski PE-4 se sastoji od 88,0% RDX, 1,0% pentaeritrit dioleata i 11,0% DG-29 litijum masti (odgovara 2,2% litijum stearata i 8,8% mineralnog ulja BP) kao veziva; tagant (2,3-dimetil-2,3-dinitrobutan, DMDNB) se dodaje u količini od najmanje 0,10% mase plastičnog eksploziva, tipično 1,0% mase. Noviji PE-7 se sastoji od 88,0% RDX, 1,0% DMDNB taganta i 11,0% veziva sastavljenog od polibutadiena niske molekularne mase sa hidroksil-terminacijom, zajedno sa antioksidansomi sredstvo koje sprečava stvrdnjavanje veziva pri dužem skladištenju. PE-8 se sastoji od 86,5% RDX, 1,0% DMDNB taganta i 12,5% veziva sastavljenog od di(2-etilheksil) sebakata zgusnutog poliizobutilenom visoke molekulske mase.
Slede tehnički podaci prema Odeljenju Kopnene vojske za sastav C-4.
| Teorijska maksimalna gustina smeše, grama po kubnom centimetru          | 1.75             |
| Nazivna gustina , grama po kubnom centimetru                            | 1.72658          |
| Toplota formiranja , kalorija po gramu                                  | −32,9 do −33,33  |
| Maksimalna toplota detonacije sa tečnom vodom, kilokalorija po gramu    | 1,59 (6,7 MJ/kg) |
| Maksimalna toplota detonacije sa gasovitom vodom, kilokalorije po gramu | 1,40 (5,9 MJ/kg) |
| Ostaje plastično bez eksudacija, Celzijus                               | −57 do +77       |
| Detonacioni pritisak gustine 1,58 grama po kubnom centimetru, kilobari  | 257              |

Eksplozivna smeša C-4 ima svetlo braon boju i konzistenciju meke gline. Održava plastičnost u temperaturnom opsegu od  −57 °C (−71 °F) do +77 °C (171 °F). Zbog svojih dobrih svojstava smeša C-4 je skoro u potpunosti zamenila ostatak smeše C ili ostatak Kompozicije C. U čistom obliku je bez mirisa i netoksična, jer ne sadrži aril nitro jedinjenja. Međutim, prilikom sagorevanja emituje otrovne pare.
C-4 uključuje:
- heksogen  — oko 91% mase
- polimerno vezivo  — poliizobutilen (butil guma) — 2,1%,
- plastifikator  — di-(2-etilheksil)-sebakat ili dioktil sebakat  — 5,3%,
- Motorno ulje po specifikaciji SAE 10 — 1,6%.
- C-4 je 1,34 puta eksplozivniji od trinitrotoluena (TNT).

Pošto ovako dobijena smeša neće imati miris, njenom sastavu se dodaje hemijska oznaka (na primer, 2,3-dimetil-2,3-dinitrobutan) da bi se utvrdila vrsta eksplozivne materije i njeno poreklo.
Proizvodnja C-4 se vrši mešanjem heksogena sa rastvorom preostalih komponenti u odgovarajućem rastvaraču. Zatim se rastvarač upari i smeša se osuši.
Kompozicija C-4 je nadaleko poznat po svojoj plastičnosti. Može popuniti praznine u zgradama i strukturama i poprimiti bilo koji željeni oblik. Pored toga, C-4 je poznat po svojoj pouzdanosti i stabilnosti. Osetljivost na udar — 48 cm (19 in) (Tonil 90—100 cm (35—39 in)) za opterećenje od 2 kg (4,4 lb). Pouzdan način da se izazove eksplozija je upotreba električnog detonatora ili kapsule.
Može se ručno usitniti do gustine od 1,58-1,60 g/c³. Brzina detonacije je 8050 m/s.
C-4 je u početku bio bez mirisa. Ali kako se sve više koristio u terorističke svrhe osmišljen je način kako bi ga psi mogli otkriti, koriste se posebni hemijski markeri koji se stavljaju u eksploziv. U većini slučajeva, C-4 miriše na badem.

#### Proizvodnja
C-4 se proizvodi kombinovanjem gornjih sastojaka sa vezivnim sredstvima rastvorenim u rastvaraču. Kada su sastojci pomešani, rastvarač se ekstrahuje kroz sušenje i filtriranje. Konačni materijal je čvrsta materija prljavo bele do svetlo braon boje, teksture nalik na kit nalik na glinu za modeliranje i izraženog mirisa motornog ulja. U zavisnosti od predviđene upotrebe i od proizvođača, postoje razlike u sastavu C-4. Na primer, tehnički priručnik američke vojske iz 1990. predviđa da se sastav klase IV C-4 sastoji od 89.9±1% RDX, 10±1% poliizobutilena i 0,2±0,02% boje koja se sama sastoji od 90% olovnog hromata i 10 % lampa crna. RDX klase A, B, E i H su pogodne za upotrebu u C-4. Klase se mere granulacijom.
Proizvodni proces za kompoziciju C-4 navodi da se mokri RDX i plastično vezivo dodaju u kotlić za mešanje od nerđajućeg čelika. Ovo se naziva proces nanošenja vodene suspenzije. Kotlić se prevrće da bi se dobila homogena smeša. Ova smeša je mokra i mora se osušiti nakon prebacivanja u posude za sušenje. Preporučuje se sušenje sa prinudnim vazduhom u trajanju od 16 sati na temperaturi od 50 °C (122 °F) do 60 °C (140 °F) da bi se uklonila suvišna vlaga.‍:198
C-4 proizveden za upotrebu u vojsci SAD, komercijalni C-4 (takođe proizveden u Sjedinjenim Državama) i PE-4 iz Ujedinjenog Kraljevstva imaju svoja jedinstvena svojstva i nisu identični. Pokazano je da analitičke tehnike masene spektrometrije sekundarnih jona vremena prolaska i rendgenske fotoelektronske spektroskopije razlikuju konačne razlike u različitim C-4 izvorima. Hemijske, morfološke strukturne razlike i varijacije u koncentracijama atoma se mogu otkriti i definisati.

#### Karakteristike
C-4 je vrsta plastičnog eksploziva. Izuzetno je snažan i široko se koristi u vojnim i drugim operacijama zbog svoje efikasnosti i rukovodljivosti.
Evo nekoliko ključnih karakteristika o C-4:
- Sastav: C-4 se sastoji od eksploziva po imenu RDX (oko 91%), plastičnog veziva (oko 5.3%), Dioktil sebakat (oko 2.1%) kao omekšivača i manje količine boje (~1.6%). RDX (ciklotrimetilentritramin) je glavni eksplozivni sastojak, dok plastično vezivo pomaže u oblikovanju eksploziva.
- Svojstva: C-4 je tvrd, beli ili svetlosivi materijal koji je sličan glini. Lako se oblikuje rukama i može se prilagoditi različitim oblicima i veličinama. To ga čini idealnim za postavljanje na specifične ciljeve.
- Sigurnost: C-4 je stabilan i bezopasan ako se pravilno rukuje. Eksplozija se ne može izazvati udarcem, trenjem, vatrom ili električnim šokom. Za detonaciju je potrebna visoko eksplozivna šok-talasna detonacija, poput one koju proizvodi detonator.
- Snaga: C-4 ima visoku brzinu detonacije (oko 8,092 m/s) i snažniji je od TNT-a za 1,34 puta.
- Primena: C-4 se koristi u raznim vojnim i građevinskim primenama. Može se koristiti za razaranje infrastrukture, uništavanje neprijateljske opreme, a u građevinarstvu se koristi za rušenje i miniranje.
- Zloupotreba: Nažalost, njegova efikasnost i relativna stabilnost učinili su C-4 privlačnim za terorističke organizacije. Međunarodna zajednica nastoji ograničiti nezakonitu prodaju i distribuciju ovog eksploziva.

### Detonacija
C-4 je veoma stabilan i neosetljiv na većinu fizičkih šokova. C-4 se ne može detonirati pucnjem ili ispuštanjem na tvrdu podlogu. Ne eksplodira kada se zapali ili izloži mikrotalasima. Detonaciju može pokrenuti samo udarni talas, na primer kada se ispali detonator umetnut u njega. Kada se detonira, C-4 se brzo razlaže i oslobađa azot, vodu i ugljen-okside kao i druge gasove. Detonacija se odvija eksplozivnom brzinom od 8.092 m/s (26.550 ft/s).
Glavna prednost C-4 je u tome što se lako može oblikovati u bilo koji željeni oblik kako bi se promenio pravac nastale eksplozije. C-4 ima visoku sposobnost sečenja. Na primer, za potpuno presecanje I-grede dubine 36 cm (14 in) potrebno je između 680—910 g (1,50—2,01 lb) C-4 kada se pravilno nanese u tanke listove.

### Forma
Vojni stepen C-4 se obično pakuje kao blok za rušenje M112. Punjenje za rušenje M112 je pravougaoni blok Kompozicije C-4 veličine oko 51 mm × 38 mm (2,0 in × 1,5 in) i dužine 280 mm (11 in), težine 570 g (1,26 lb). M112 je umotan u kontejner od milar filma ponekad maslinaste boje sa lepljivom trakom osetljivom na pritisak na jednoj površini.
Blokovi za rušenje M112 od C-4 se obično proizvode u M183 „sklop punjenja za rušenje“, koji se sastoji od 16 punjenja za rušenje M112 blokova i četiri sklopa za punjenje upakovana u vojni kofer M85. M183 se koristi za probijanje prepreka ili rušenje velikih struktura gde su potrebna veća punjenja. Svaki sklop za punjenje uključuje dužinu od pet ili dvadeset stopa (1,5 ili 6,1 m) detonirajućeg kabla sastavljenog kopčama za detonirajuću traku i zatvorenu na svakom kraju sa pojačivačem. Kada se punjenje detonira, eksploziv se pretvara u komprimovani gas. Gas vrši pritisak u obliku udarnog talasa, koji ruši metu sečenjem, probijanjem ili stvaranjem kratera.
Ostali oblici uključuju punjenje nekih mina poput M18A1 Claimore Mine.

### Bezbednost
Kompozicija C-4 postoji u bezbednosnom listu opasnih komponenti američke vojske na listu broj 00077.‍:323 Testovi na udar koje je uradila američka vojska pokazuju da je kompozicija C-4 manje osetljiva od kompozicije C-3 i može se reći da je  C-4 prilično neosetljiv. Neosetljivost se pripisuje korišćenju velike količine veziva u svom sastavu. Serija hitaca ispaljena je u bočice koje su sadržavale C-4 u testu koji se nazivao "test metka iz puške". Samo 20% bočica je izgorelo, a nijedna nije eksplodirala. Dok je C-4 prošao vojne testove udarca metka i fragmenta na temperaturi okoline, nije prošao testove udarnog stimulusa detonacije i mlaznog punjenja. Dodatni testovi su urađeni uključujući „test trenja klatna“, koji je merio temperaturu eksplozije u trajanju od pet sekundi od 263 °C (505 °F) do 290 °C (554 °F). Minimalno potrebno početno punjenje je 0,2 grama olovnog azida ili 0,1 grama tetrila . Rezultati toplotnog testa na 100 °C (212 °F) su: gubitak od 0,13% u prvih 48 sati, bez gubitka u drugih 48 sati i bez eksplozija u 100 sati. Test stabilnosti vakuuma na 100 °C (212 °F) daje 0,2 kubna centimetra gasa za 40 sati. Kompozicija C-4 je u suštini nehigroskopna .
Osetljivost na udarce C-4 je povezana sa veličinom čestica nitramina. Što su finiji, to bolje pomažu u apsorpciji i suzbijanju šoka. Korišćenje 3-nitrotriazol-5-ona (NTO) ili 1,3,5-triamino-2,4,6-trinitrobenzena (TATB) (dostupno u dve veličine čestica (5 µm, 40 µm)), kao zamene za RDX, takođe je u stanju da poboljša stabilnost na termičke, udarne stimuluse; međutim, TATB nije isplativ, a NTO je teže koristiti u procesu proizvodnje.
| Test na udar sa 2 kilograma težine / PA APP (% TNT)    | >100       |
| Test udarca sa težinom od 2 kilograma / BM APP (% TNT) | —          |
| Test trenja klatna, procenat eksplozija                | 0          |
| Test metka iz puške, procenat eksplozija               | 20         |
| Ispitivanje temperature eksplozije, Celzijus           | 263 do 290 |
| Minimalno detonirajuće punjenje, gram azida olova      | 0.2        |
| Brisance meren testom peska (% TNT)                    | 116        |
| Brisance mereno testom udubljenja ploče                | 115 do 130 |
| Brzina detonacije pri gustini                          | 1.59       |
| Brzina detonacije metara u sekundi                     | 8.000      |
| Procenat testa balističkog klatna                      | 130        |

## Analiza

### Toksičnost
C-4 ima toksične efekte na ljude kada se proguta. U roku od nekoliko sati javljaju se višestruki generalizovani napadi, povraćanje i promene u mentalnoj aktivnosti. Primećena je jaka veza sa disfunkcijom centralnog nervnog sistema. Ako se proguta, pacijentima se može dati doza aktivnog uglja da apsorbuje neke od toksina, i haloperidol intramuskularno i diazepam intravenozno kako bi se pomoglo pacijentu da kontroliše napade dok ne prođu. Međutim, nije poznato da unos malih količina C-4 izaziva bilo kakvo dugoročno oštećenje.

### Istraga
Ako je C-4 označen tagantom, kao što je DMNB, može se otkriti detektorom eksplozivne pare pre nego što je detoniran. Za identifikaciju C-4 mogu se koristiti različite metode za analizu ostataka eksploziva. To uključuje ispitivanje optičkim mikroskopom i skenirajuću elektronsku mikroskopiju za nereagovane eksplozive, testove hemijskih tačaka, tankoslojnu hromatografiju, rendgensku kristalografiju i infracrvenu spektroskopiju za proizvode eksplozivne hemijske reakcije. Male čestice C-4 mogu se lako identifikovati mešanjem sa kristalima timola i nekoliko kapi sumporne kiseline. Smeša će dobiti ružičastu boju dodavanjem male količine etil alkohola.
RDX ima visoku dvolomnost, a ostale komponente koje se obično nalaze u C-4 su generalno izotropne; ovo omogućava timovima forenzičke nauke da otkriju ostatke tragova na vrhovima prstiju pojedinaca koji su možda nedavno bili u kontaktu sa jedinjenjem. Međutim, pozitivni rezultati su veoma varijabilni i masa RDX-a može da se kreće između 1,7 i 130 ng, svaka analiza mora biti individualno obrađena pomoću opreme za uvećanje. Slike unakrsne polarizovane svetlosti dobijene mikroskopskom analizom otiska prsta analiziraju se sa pragom sive skale da poboljša kontrast za čestice. Kontrast se zatim invertuje da bi se prikazale tamne čestice RDX na svetloj pozadini. Relativni brojevi i položaji čestica RDX-a mereni su iz serije od 50 otisaka prstiju koji su ostali nakon jednog kontaktnog otiska.
Vojni i komercijalni C-4 se mešaju sa različitim uljima. Moguće je razlikovati ove izvore analizom ovog ulja visokotemperaturnom gasnom hromatografijom-masenom spektrometrijom. Ulje i plastifikator se moraju odvojiti od uzorka C-4, obično korišćenjem nepolarnog organskog rastvarača kao što je pentan, nakon čega sledi ekstrakcija plastifikatora u čvrstoj fazi na silicijum dioksidu. Ovaj metod analize je ograničen varijacijom proizvodnje i metodama distribucije.

## Upotreba
Glavna prednost C-4 je ta što se lako može oblikovati u bilo koji željeni oblik. C-4 se može uneti u pukotine, šupljine u zgradama, mostove, opremu ili mašine. Takođe se lako može ubaciti u patrone sa oblikovanim punjenjem tipa koje koriste specijalne snage. C-4 karakteriše njegova izdržljivost, pouzdanost i sigurnost. Ne eksplodira čak ni ako ga pogodi metak, probije, poseče ili baci u vatru. Jedini pouzdan metod za detonaciju je detonator. Međutim, primena pritiska zajedno sa toplotom često može izazvati detonaciju.

## Korišćenje C-4 u konfliktima ili terorističkim akcijama

### Vijetnamski rat
Američki vojnici tokom ere Vijetnamskog rata ponekad bi koristili male količine C-4 kao gorivo za grejanje, jer će izgoreti osim ako ne detonira primarnim eksplozivom. Međutim, sagorevanje C-4 proizvodi otrovna isparenja, a vojnici su upozoreni na opasnosti od ličnih povreda prilikom upotrebe plastičnog eksploziva.
Među vojnim trupama u Vijetnamu postalo je opštepoznato da bi gutanje male količine C-4 proizvelo „visok“ nivo sličan onom etanola. Drugi bi unosili C-4, koji se obično dobija iz mina Klajmor, da izazovu privremenu bolest u nadi da će biti poslani na bolovanje.

### Ukrajinsko-Ruski rat
Pentagon je 13. aprila 2022. objavio detalje o novom paketu logističke pomoći Ukrajini, koji je uključivao određenu količinu eksploziva C-4 i opreme za razminiranje.

### Korišćenje u terorističkim akcijama
Terorističke grupe su koristile C-4 širom sveta u aktima terorizma i pobune, kao i domaćem terorizmu i državnom terorizmu.
Kompozicija C-4 se preporučuje u Al-Kaidinom tradicionalnom nastavnom planu i programu obuke o eksplozivima. U oktobru 2000. grupa je koristila C-4 za napad na američki brod USS Cole, ubivši 17 mornara. Godine 1996. teroristi saudijskog Hezbolaha su koristili C-4 da raznesu kule Khobar, američki vojni stambeni kompleks u Saudijskoj Arabiji. Kompozicija C-4 je takođe korišćena u improvizovanim eksplozivnim napravama od strane iračkih pobunjenika.

## Galerija
- Ubacivanje kapice za miniranje u blok C-4 da bi se pripremio za detonaciju.
- Omotavanje na upakovanom C-4 ukazuje na to da je označen radi lakšeg otkrivanja. Čak i ako se ne koristi tagant, sofisticirana forenzička sredstva se i dalje mogu koristiti za identifikaciju prisustva C-4.
- Umetanje kapa za miniranje u blokove eksploziva C-4 (donji deo) koji se koristi za uništavanje neeksplodiranih artiljerijskih komponenti (cilindara).
- Punjenje za rušenje koje se sklapa od više štapova C-4.

## Spoljašnje veze
- HowStuffWorks article Archived
- The Original Anarchist's Cookbook Ch. 137. "Reclamation of RDX from C-4 Explosives" by the Jolly Roger
- Encyclopedia of Explosives and Related Items Volume 3 (Archived)
- Military Explosives TM 9-1300-214 Archived
- American Ordnance M112 Demolition Block datasheet Archived
- American Ordnance M183 Demolition Charge datasheet Archived
- Ensign-Bickford M112 Demolition Block datasheet Archived
- Accurate Energetic Systems M112 Demolition Block datasheet Archived